# دانيال بيرس
دانيال بيرس (بالإنجليزية: Daniel Pearce)‏ هو مغني بريطاني، ولد في 29 مايو 1978.

## وصلات خارجية
- دانيال بيرس على موقع IMDb (الإنجليزية)
- دانيال بيرس على موقع قاعدة بيانات الفيلم (الإنجليزية)